# Phymatostetha similis
Phymatostetha similis är en insektsart som beskrevs av Schmidt 1910. Phymatostetha similis ingår i släktet Phymatostetha och familjen spottstritar. Inga underarter finns listade i Catalogue of Life.